# ニトログリセリン
ニトログリセリン（英: nitroglycerin）とは、有機化合物で、爆薬の一種であり、狭心症治療薬としても用いられる。
グリセリン分子の3つのヒドロキシ基を、硝酸と反応させてエステル化させたものだが、これ自身は狭義のニトロ化合物ではなく、硝酸エステルである。また、ペンスリットやニトロセルロースなどの中でも「ニトロ」と言われたら一般的にはニトログリセリン、またはこれを含有する狭心症剤を指す。甘苦味がする無色油状液体。水にはほとんど溶けず、有機溶剤に溶ける。
わずかな振動で爆発することもあるため、取り扱いはきわめて難しいが、一般的に原液のまま取り扱われるようなことはなく、正しく取り扱っていれば爆発するようなことは起きない。昔は取り扱い方法が確立していなかったため、さまざまな爆発事故が発生していた。実際の爆発事故は製造上の欠陥か取り扱い上の問題がほとんどである。日本において原液のまま工場から出荷されることはない。綿などに染みこませて着火すると爆発せずに激しく燃焼するが、高温の物体上に滴下したり金槌で叩くなど強い衝撃を加えると爆発する。

## 歴史
1846年にイタリアの化学者、アスカニオ・ソブレロが初めて合成に成功した。出来上がった新物質を調べようと自分の舌全体でなめてみたところ、こめかみがずきずきしたという記録があるが、これは彼自身の毛細血管が拡張されたためである。爆発力がすさまじく、一滴を加熱しただけでガラスのビーカーが割れて吹き飛ぶほどの威力があり、ソブレロは危険すぎて爆薬としては不向きであると判断した。しかしその後、アルフレッド・ノーベルらの工夫により実用化された。

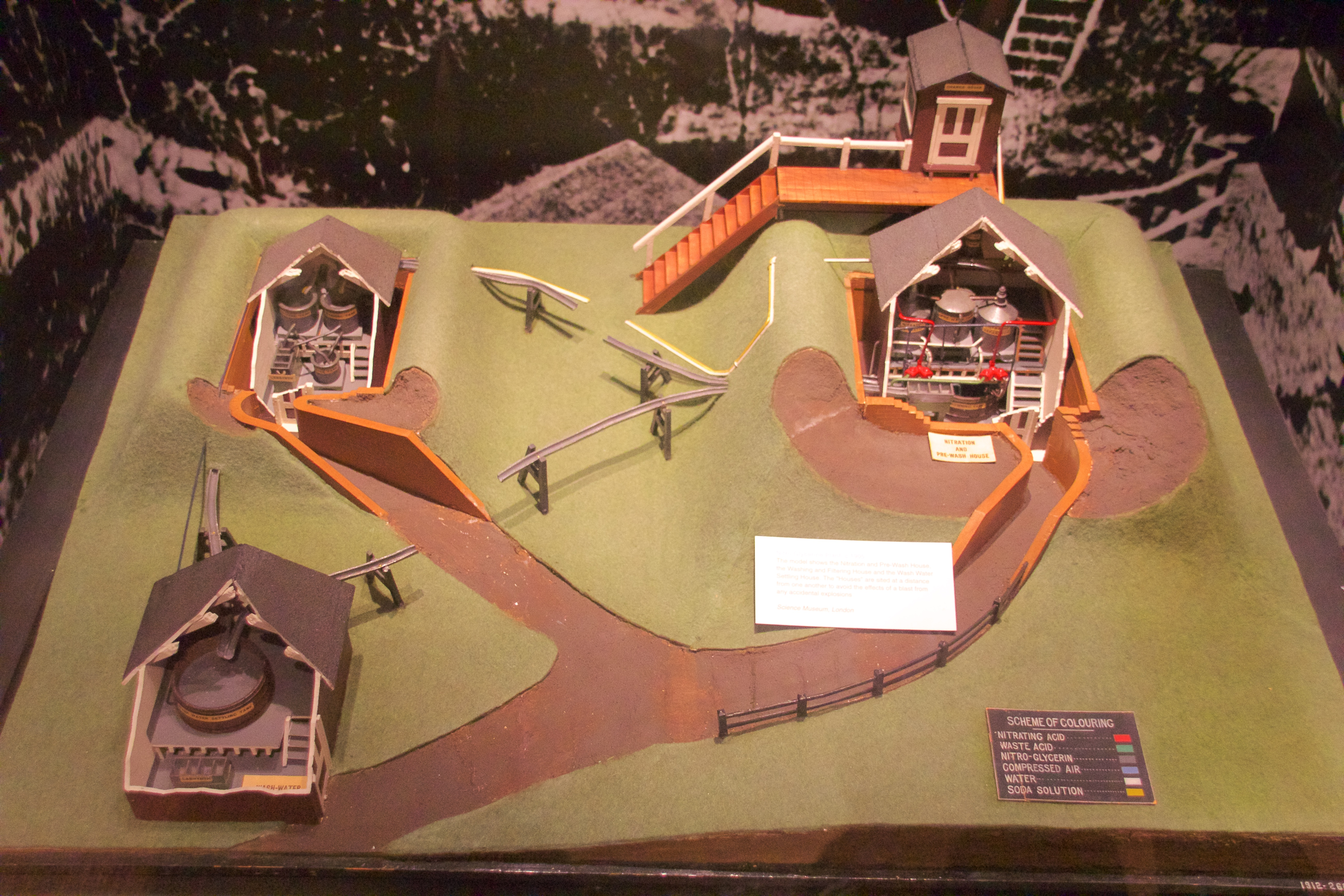
ニトログリセリンの製造プラントの模型

ニトログリセリンの原料となるグリセリンは油脂の加水分解によって得られるが、第一次世界大戦中には爆薬として大量の需要が生じたため、発酵による大量生産法を各国が探索した。中央同盟国側ではドイツのカール・ノイベルグらによって糖を酵母によってエタノール発酵させる際に亜硫酸ナトリウムを加えるとグリセリンが生じることが、連合国側ではアメリカで培養液をアルカリ性にすると同様にグリセリンが生じることが見出され、大量に生産されるようになった。

## 製造法
グリセリンを硝酸と硫酸の混酸で硝酸エステル化するとニトログリセリンになる。

ニトログリセリンの合成

## 爆発性
ニトログリセリンは低速爆轟を起こしやすいため、衝撃感度が高く小さな衝撃でも爆発しやすい。そのためアセトン、水などと混ぜて感度を下げるか、ニトロゲル化して取り扱う。
ニトログリセリンは8°Cで凍結し、14°Cで融解するが、一部が凍結すると感度が高くなる。つまり、液体のときよりも弱い衝撃でも爆発しやすくなる。膠化した物でも、凍結と融解を繰り返すと液体のニトログリセリンが染み出して危険である。ダイナマイトなどに加工された状態であっても凍結は避けなければならない。周囲の気温で凍結したり融解したりしないように保管時の温度管理は必須である。
融かす場合には湯煎するなどして間接的に加熱する。直接火にかけると火にあたっている部分の温度が高くなって微少気泡が発生し、そこがホットスポットとなって爆発する。そのため、気泡が入らないように瓶の縁に空気を残さない、かき混ぜない、振らないなどの取り扱い上の注意が必要である。これらの問題は膠化してしまえば無くなるが、膠化する作業中に微少気泡が入ると同じように爆発するので加工には注意が必要である。

## 事件事故
- 朝鮮戦争中、冬の韓国の寒冷地で、発射薬に用いられていたダブルベース火薬（後述）の感度が上がり、小銃弾薬が爆発した。
- フィリピン航空434便爆破事件 - 使用された薬品がニトログリセリンである。
- 2022年3月1日午後1時50分頃、旭化成グループの「カヤク・ジャパン」東海工場（宮崎県延岡市水尻町）で、爆発事故が発生し男性社員1人が死亡、「旭化成エンジニアリング」の男性社員1人が負傷した[2][3][4]。

## 用途

### 医薬品
血管拡張作用があるので狭心症の薬になる。
一般に硝酸エステルが血管拡張薬として利用されるようになった始めの頃から使われているもので、アルフレッド・ノーベル自身も晩年には薬として使用していたという逸話がある。その生理作用の機構は長らく不明であったが、硝酸エステルから分解で生じる一酸化窒素の作用であることが解明されて、1998年のロバート・ファーチゴット、ルイ・イグナロ、フェリド・ムラドのノーベル医学・生理学賞に至った。
体内で加水分解されて生じる硝酸が、さらに還元されて一酸化窒素(NO) になり、それがグアニル酸シクラーゼを活性化し環状グアノシン一リン酸（cGMP）の産生を増やす結果、細胞内のカルシウム濃度が低下するため血管平滑筋が弛緩し、血管拡張を起こさせることが判明している。
現在医薬品として用いられている物は硝酸イソソルビドなどのニトロ基を持つ硝酸系の薬品が主である。経口投与するとニトログリセリンは初回通過効果のため代謝され効果を示さないため、経皮や舌下投与でないと有効でない。また半減期が短く薬効が不安定である。医薬品として使用する場合であっても添加剤を加えて爆発しないように加工されている。ただし、それらを加工して爆薬を作ることは可能である。

#### 副作用や禁忌
血管拡張作用の結果として血圧低下が起こるため、アルコールやシルデナフィル（バイアグラ）などとの併用は禁忌である。

### 爆薬・火薬
加熱や摩擦によって爆発するため、爆薬としてダイナマイトの原料になる。最初に開発されたものはニトログリセリンを珪藻土にしみ込ませたものだったが、その後ニトログリセリンとニトロセルロース（強綿薬=硝化度の高い綿火薬）を混合してゲル化したもの（ゼリグナイト、成分比ではニトログリセリンが7割以上を占める）を開発したことにより、珪藻土ダイナマイトの製造は10年弱で終了している。
ニトロセルロースにニトログリセリンを加えて錬ってゲル化（膠状）したものをダブルベース火薬（こちらはニトロセルロースの割合が高い）、さらにニトログアニジンを加えた物をトリプルベース火薬と呼び、主に大口径火砲の装薬として使用される。

## 法規制
日本の消防法において、第5類危険物(自己反応性物質)である硝酸エステル類に属する。
アメリカ合衆国では、医薬品のニトロも爆薬・兵器として扱われ、敵対国への輸出は禁止されている。

## 物語に登場するニトログリセリン
ニトログリセリンの性質は様々な物語で取り上げられている。アンリ＝ジョルジュ・クルーゾー監督のサスペンス映画『恐怖の報酬』（1953年）では、油田火災を爆風で消火するため、ニトログリセリンをごくごく普通のトラックで運ぶことになった男たちの恐怖が描かれている。また、1978年にはウィリアム・フリードキン監督によりロイ・シャイダー出演でリメイクされている（恐怖の報酬）。

## その他

### 結晶化に関するデマ
ライアル・ワトソン「生命潮流」に書かれたとする、グリセリンの結晶化に関する「間違った逸話」が、ニトログリセリンに置き換えられて語られることもある。「……熱力学に詳しいある二人の科学者が偶然に結晶化したグリセリンを入手し、これを種結晶にしたら実験室の全グリセリンが密閉容器内のものを含めて自然に結晶化し、その日を境に世界中のグリセリンが17.8°Cで結晶化するようになった……」という、結晶を作り難いグリセリンを元にした「伝説」をニトログリセリンに置き換えて脚色したものである。もちろん前述のとおりニトログリセリンは面倒な手順を経ることなく凍るため、凍結・解凍による小銃弾の爆発事故も起きている。

### 亜酸化窒素との混同について
ドラッグレース用競技車やチューニングカーで使用されるナイトラス・オキサイド・システム（「nitro」と呼ばれることがある）は亜酸化窒素 (N2O、またの名を笑気) を使用している。
亜酸化窒素はニトログリセリンと同じ窒素化合物ではあるが、化学的特性は全く異なるもので、爆発性もない。体積比にして約21% の酸素含有量である空気に対し、約33% であるN2Oを利用し、吸気量に限界のある内燃機関で、より多くのガソリンを燃焼させるために用いられている。